# ロイヤル・ストックホルム・フィルハーモニー管弦楽団
ロイヤル・ストックホルム・フィルハーモニー管弦楽団（スウェーデン語: Kungliga Filharmonikerna、英語: Royal Stockholm Philharmonic Orchestra）は、スウェーデンのストックホルムに本拠を置くオーケストラ。ノーベル賞授賞式で演奏することでも知られる。

## 概要
1902年に設立される。1992年にそれまでのストックホルム・フィルハーモニー管弦楽団（Stockholms Filharmoniska Orkester）から、「王立（Kungliga）」を冠した現在名となる。

## 歴代首席指揮者等
歴代の指揮者としてヴァーツラフ・ターリヒ、ハンス・シュミット＝イッセルシュテット、ゲンナジー・ロジェストヴェンスキーらがいる。近年では、2000年からアラン・ギルバート、2008年からサカリ・オラモ、2023年からライアン・バンクロフトが首席指揮者に就任している。
- イェオリ・シュネーヴォイクト (1915年 - 1924年)
- ヴァーツラフ・ターリヒ (1926年 - 1936年)
- フリッツ・ブッシュ (1937年 - 1940年)
- カール・フォン・ガラグリ (1942年 - 1953年)
- ハンス・シュミット＝イッセルシュテット (1955年 - 1964年)
- アンタル・ドラティ(1966年 - 1974年)
- ゲンナジー・ロジェストヴェンスキー (1974年 - 1977年)
- ユーリ・アーロノヴィチ (1982年 - 1987年)
- パーヴォ・ベルグルンド (1987年 - 1990年)
- ゲンナジー・ロジェストヴェンスキー (1991年 - 1995年)
- アンドルー・デイヴィスとパーヴォ・ヤルヴィ (1995年 - 1998年)
- アラン・ギルバート (2000年 - 2008年)
- サカリ・オラモ (2008年 - 2021年)
- ライアン・バンクロフト（英語版）(2023年 - 現在)[1]

## 録音
レコーディングとして、ロジェストヴェンスキー指揮でショスタコーヴィチのバレエ音楽全曲集や、アンドルー・デイヴィス指揮でラフマニノフ作品集の他、ヴィルヘルム・フルトヴェングラー指揮でベートーヴェン交響曲第8番や9番のライブ盤、最近ではヴラディーミル・アシュケナージ指揮でのシベリウス交響曲全集などがある。